# Рибальське (Охтирський район)
Риба́льське —  село в Україні, у Грунській сільській громаді Охтирського району Сумської області. Населення становить 500 осіб. Колишній орган місцевого самоврядування — Рибальська сільська рада. Село засноване в кінці вісімнадцятого століття.

## Географія
Село Рибальське знаходиться на відстані 3,5 км від лівого берега річки Грунь. На відстані до 1 км розташовані села Івахи, Бідани, Бандури і Шаповалівка. До села примикають лісові масиви (дуб).

## Історія
12 червня 2020 року, відповідно до розпорядження Кабінету Міністрів України № 723-р «Про визначення адміністративних центрів та затвердження територій територіальних громад Сумської області», село увійшло до складу Грунської сільської громади.
19 липня 2020 року, в результаті адміністративно-територіальної реформи та ліквідації Охтирського району(1923-2020), громада увійшла до складу новоутвореного Охтирського району.

## Населення

### Мова
Розподіл населення за рідною мовою за даними перепису 2001 року:
| Мова       | Кількість | Відсоток |
| ---------- | --------- | -------- |
| українська | 488       | 97.6%    |
| російська  | 11        | 2.2%     |
| білоруська | 1         | 0.2%     |
| Усього     | 500       | 100%     |

## Культура
Традиція приготування сушки з фруктів у селах Охтирщини є об'єктом нематеріальної культурної спадщини України.

## Відомі люди
- Галушка Станіслав Сергійович — український військовик, учасник російсько-української війни[6].
- Степенко Василь Іванович — голова Полтавської райдержадміністрації та Полтавської районної ради. Народний депутат України 1—2-го скликань. Кандидат економічних наук (2000).
- Степенко Олександр Дмитрович — український історик, краєзнавець.

## Галерея

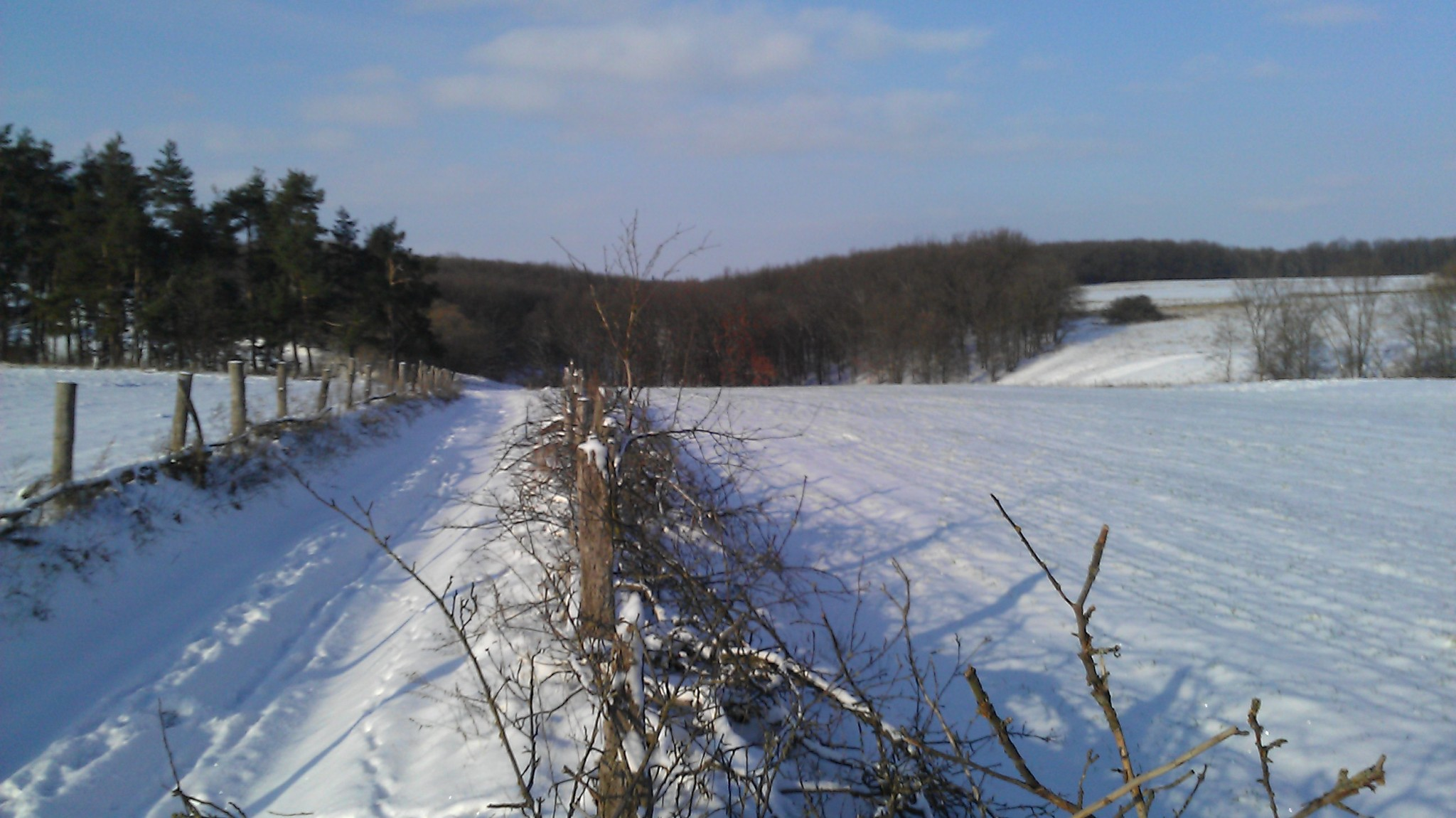
Мальовничі краєвиди взимку